# (400223) 2007 DE80
(400223) 2007 DE80 es un asteroide perteneciente al cinturón de asteroides, descubierto el 23 de febrero de 2007 por el equipo del Mount Lemmon Survey desde el Observatorio del Monte Lemmon, Arizona, Estados Unidos.

## Designación y nombre
Designado provisionalmente como 2007 DE80.

## Características orbitales
2007 DE80 está situado a una distancia media del Sol de 3,073 ua, pudiendo alejarse hasta 3,327 ua y acercarse hasta 2,819 ua. Su excentricidad es 0,082 y la inclinación orbital 9,288 grados. Emplea 1968,01 días en completar una órbita alrededor del Sol.

## Características físicas
La magnitud absoluta de 2007 DE80 es 16,3.